# Histoire lausiaque

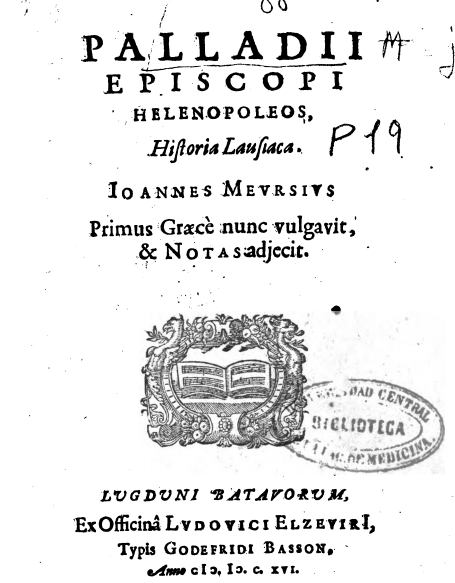
Page de titre de la première édition de Lavsaik en grec ancien. Le livre a été publié par Johannes Meurziy à Leyde en 1616.

L'Histoire lausiaque est un ouvrage de Pallade de Galatie, rédigé en 420. Il raconte les premiers temps du monachisme chrétien en Égypte ; il ne faut pas le confondre avec l'Historia monachorum in Aegypto, rédigé un peu avant, ni avec la présentation des origines du monachisme égyptien que l'on trouve dans la Vie de saint Paul l'Ermite par Jérôme de Stridon.
La version courte transmise par la famille de manuscrits appelée « G » dans l'édition de référence serait la plus proche du texte original. C'est cette recension qui a été traduite en latin dès le VIe siècle par Paschase de Dume (disciple de Martin de Braga).
Une autre famille de manuscrits grecs, appelé « texte métaphrastique » ou « recension B » par Butler, présente un texte par endroits plus développé, souvent dans un sens rhétorique.  C'est le texte grec connu antérieurement à l'édition de Butler et reproduit dans la PG 34, 995-1260 d'après Fronton du Duc (XVIIe siècle). On l'attribue aujourd'hui à Héraclide de Nysse.
Parmi d'autres recensions (dont une histoire complète reste à écrire), il existe une recension longue attestée dans des fragments grecs et une version (fragmentaire) en copte bohaïrique, qui était en usage en carême dans les monastères coptes.
L'ouvrage a été traduit en français par Arthur Lucot (Paris, Picard, 1912), par les Carmélites de Mazille en 1981 puis par Nicolas Molinier (Bégrolles-en-Mauges, Abbaye de Bellefontaine, 1999) qui en propose une version annotée, avec introduction et bibliographie, reproduisant le texte grec de Dom Butler établi à partir de la recension G.